# Prima Categoria Tridentina 1966-1967
Il campionato di calcio di Prima Categoria 1966-1967 è stato il V livello del campionato italiano. A carattere regionale, fu l'ottavo campionato dilettantistico con questo nome dopo la riforma voluta da Zauli del 1958.
Questo è l'unico girone organizzato dal Comitato Regionale Venezia Tridentina per la regione Trentino-Alto Adige.

## Girone unico
|  |     | Prima Categoria girone unico Tridentino 1966-67 | Pt | G  | V  | N  | P  | GF | GS |
|  | --- | ----------------------------------------------- | -- | -- | -- | -- | -- | -- | -- |
|  | 1.  | S.S. Olivo, Arco                                | 39 | 24 | 17 | 5  | 2  | 47 | 19 |
|  | 2.  | G.S. Lancia, Bolzano                            | 36 | 24 | 16 | 4  | 4  | 39 | 14 |
|  | 3.  | U.S. Aquila, Trento                             | 35 | 24 | 13 | 9  | 2  | 37 | 15 |
|  | 4.  | U.S. Rotaliana, Mezzolombardo                   | 33 | 24 | 14 | 5  | 5  | 36 | 22 |
|  | 5.  | U.S. Lana, Lana d'Adige                         | 28 | 24 | 11 | 6  | 7  | 42 | 30 |
|  | 6.  | U.S. Anaune, Cles                               | 25 | 24 | 8  | 9  | 7  | 30 | 31 |
|  | 7.  | S.S. Benacense, Riva del Garda                  | 23 | 24 | 6  | 11 | 7  | 22 | 22 |
|  | 8.  | U.S. Mori, Mori                                 | 21 | 24 | 6  | 9  | 9  | 22 | 24 |
|  | 9.  | A.S. Virtus Don Bosco, Bolzano                  | 17 | 24 | 4  | 9  | 11 | 25 | 33 |
|  | 9.  | U.S. Tione, Tione di Trento                     | 17 | 24 | 4  | 9  | 11 | 20 | 40 |
|  | 11. | A.C. Bressanone / Brixen, Bressanone            | 14 | 24 | 3  | 8  | 13 | 18 | 36 |
|  | 11. | S.S. Settaurense, Storo                         | 14 | 24 | 4  | 6  | 14 | 21 | 42 |
|  | 13. | U.S. Virtus Pizzinini, Trento                   | 10 | 24 | 4  | 2  | 18 | 23 | 54 |
|  |     |                                                 |    |    |    |    |    |    |    |

Verdetti
- L'Olivo è promosso in Serie D 1967-1968.